# Tosa Inu

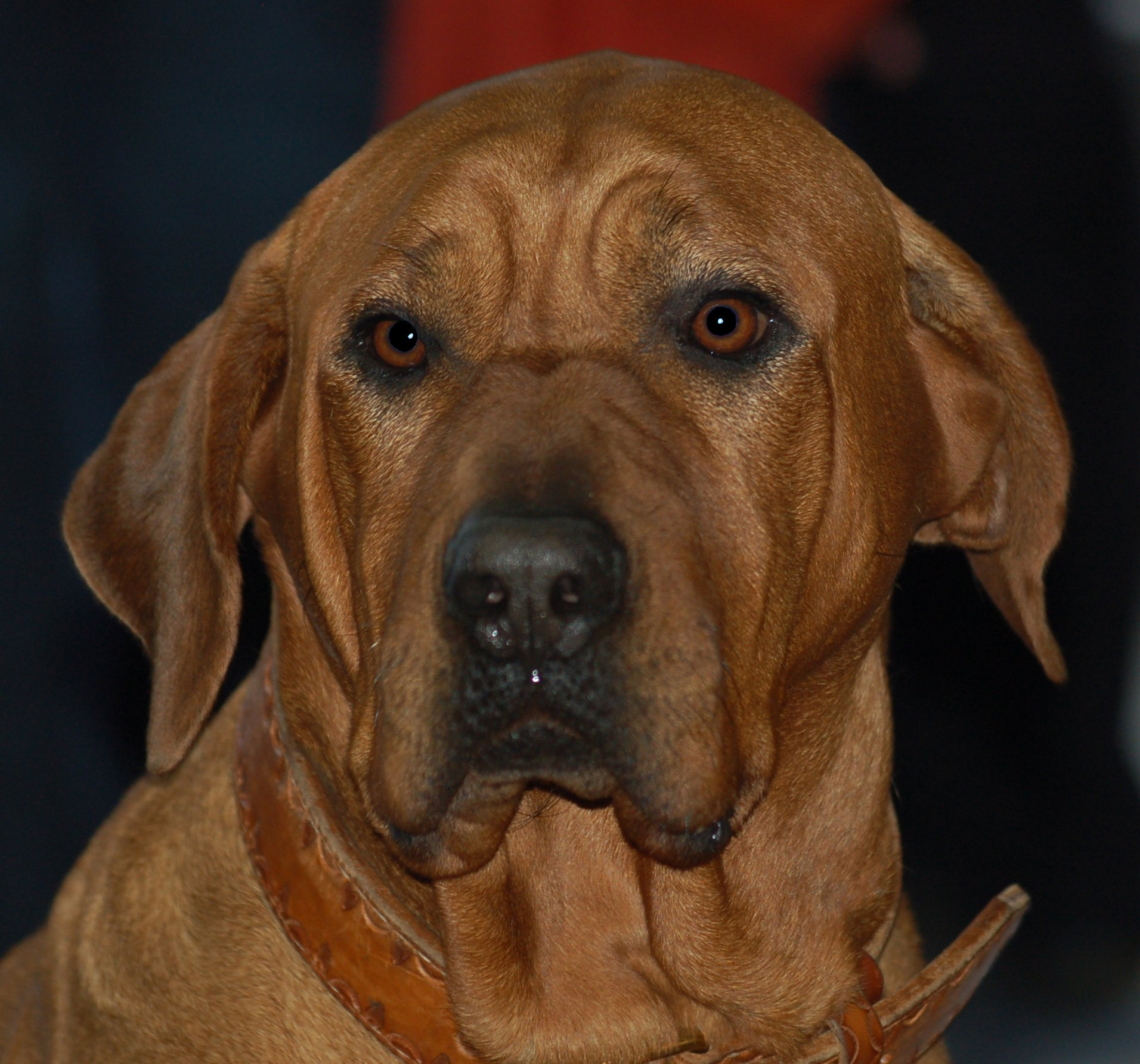
Tosa Inu

Tosa Inu és una raça de gos d'origen japonès. Inu significa gos en japonès. La cria moderna d'aquesta raça començà l'any 1848. La seva terra d'origen es l'illa de Shikoku, on es troba la ciutat de Tosa, d'on pren el nom.
El Japó té una llarga història de combats de gossos que van començar al segle XIV, segons la tradició oral. La raça prové de l'encreuament de Shikoku-Ken amb les races occidentals, com buldogs (1872), mastins (1874), bracs alemanys (1876) i grans danesos (1924), amb el objectiu d'obtenir un gos de lluita que fos imbatible.
Les baralla de gossos Tosa, encara permeses en algunes regions del Japó, no són combats sanguinaris i cruels sinó que estan regides per un codi molt concret, que fa gairebé impossible que un gos sigui ferit de gravetat i molt menys la mort. Per exemple, si un gos retrocedeix més de tres passos ja ha perdut, o si sotmet a un altre, si borda o es queixa.
És un gos considerat potencial perillós (PPP) per la qual cosa se n'ha de tenir llicència .BOE

## Descripció de la raça
És un gos pastor de grans dimensions, amb molta força amb una estructura molt robusta. És un gos de lluita valent i molt vigorós.
Té les orelles penjant, petites i fines, musell rom i amb papada. Els ulls son petits i d'un color vermellós. La cua és molt forta en la base i s'estreny gradualment cap a la punta. El pel és curt i fort, molt espès a tot el cos.
El seu color sol ser vermellós intens i càlid. N'hi ha amb taques blanques sobre fons vermell o a l'inversa.
Mesures: Els mascles solen ser de 60 cm mínim, i les femelles d'uns 54 cm.
Esperança de vida : Entre 10-12 anys.

## Temperament

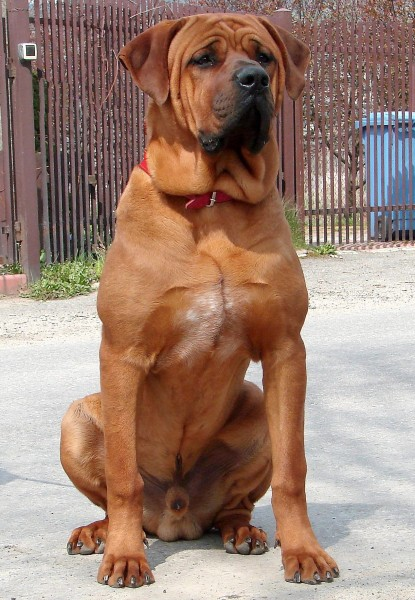
Tosa Inu

Encara que es presenta com un gos salvatge, el Tosa és un animal tranquil, serè i pacific. Amb el seu amo sol ser dòcil, tranquil i obedient. El seu comportament és moderat fins i tot quan lluita. Té un caràcter d'autèntic samurai, és molt combatiu, però també honest, lleial i equilibrat.
Pel que fa a la salut, no sol tenir problemes particulars. Pot viure tant a dins de casa com al jardí, però necessita esforç físic diari.